# メソアメリカの編年
メソアメリカの編年（メソアメリカのへんねん、Mesoamerican chronology）とは、メソアメリカ地域に栄えた古代文明の時代区分、主として考古学的な時期区分をいい、下記のように区分される。
- パレオ・インディアン期、古インディアン期 (Paleo-Indian Period) 又は石期 (Lithic Period)
  - ca[1]. 20000 B.C.- 8000 B.C. 
この時代は狩猟、採集民の時代である。北米のクローヴィス尖頭器 (Clovis) が発見される。主な遺跡はキルサイトとして知られるメキシコ盆地のサンタ・イサベル・イスパパンである。狩猟後に解体されたマンモスの骨格が発見された。
- 古期 (Archaic Era/Period/Stage)
  - ca. 8000 B.C. -ca. 2000 B.C.
    - 前8900～前6700頃　オアハカ州ギラ・ナキツ洞穴。ヒョウタン・カボチャの栽培の開始。
    - 前5000頃～前1500頃 タマウリーパス州ディアブロ渓谷の洞窟群。石臼、石杵、マノなどの出土。前3000頃トウモロコシの栽培始まる。
    - 前3500頃、プエブラ州テワカン盆地コスカトラン洞窟でトウモロコシの栽培始まる。前2800頃の土器
    - 前6700頃～　チアパス州サンタ・マルタ岩陰。石臼、マノなどの出土
    - 前3200頃の土器出土。プエルト・マルケス（ゲレーロ州の太平洋岸）
- 先古典期 (Pre-Classic Era/Period/Stage) 若しくは形成期(Formative Era/Period/Stage)
  - ca. 2000 B.C. - A.D.250 (300)
    - 前2000年以後 - メソ・アメリカ各地で定住農村村落の成立[2]
    - 前期前半 -
    - 前期後半 - オルメカ文明（サン・ロレンソ) の繁栄始まる（紀元前1250年頃）
    - 中期前半 - サン・ロレンソの繁栄と放棄（紀元前900年頃）、ラ・ベンタの台頭
    - 前500年頃 - モンテ・アルバンの始まり[2]
    - 中期後半 - ラ・ベンタの繁栄と放棄（紀元前400年頃）、サン・ホセ・モゴテ石碑3号(メソアメリカ最古の文字出現、260日暦最古の使用例)
    - 後期前半 - エル・ミラドールの繁栄、モンテ・アルバンI期(紀元前500年頃～同100年頃)
    - 後期後半 - トレス・サポーテス、ラ・モハーラ、イサパの繁栄。長期暦の石碑出現。原古典期と並行。モンテ・アルバンII期(紀元前100年頃～紀元後200年頃)、メキシコ中央高原にクィクィルコ繁栄するがシトレ火山噴火で崩壊(紀元前50年頃)。テオティワカンの建設はじまる。
    - 前32年 - 終末期オルメカ遺跡トレス・サポーテス石碑C の年代[2]
- 古典期 (Classic Era/Period/Stage)
  - A.D.250 (300) - A.D.900
- 後古典期 (Post-Classic Era/Period/Stage)
  - A.D.900 - 1524(1542)